# Peter Filzmaier

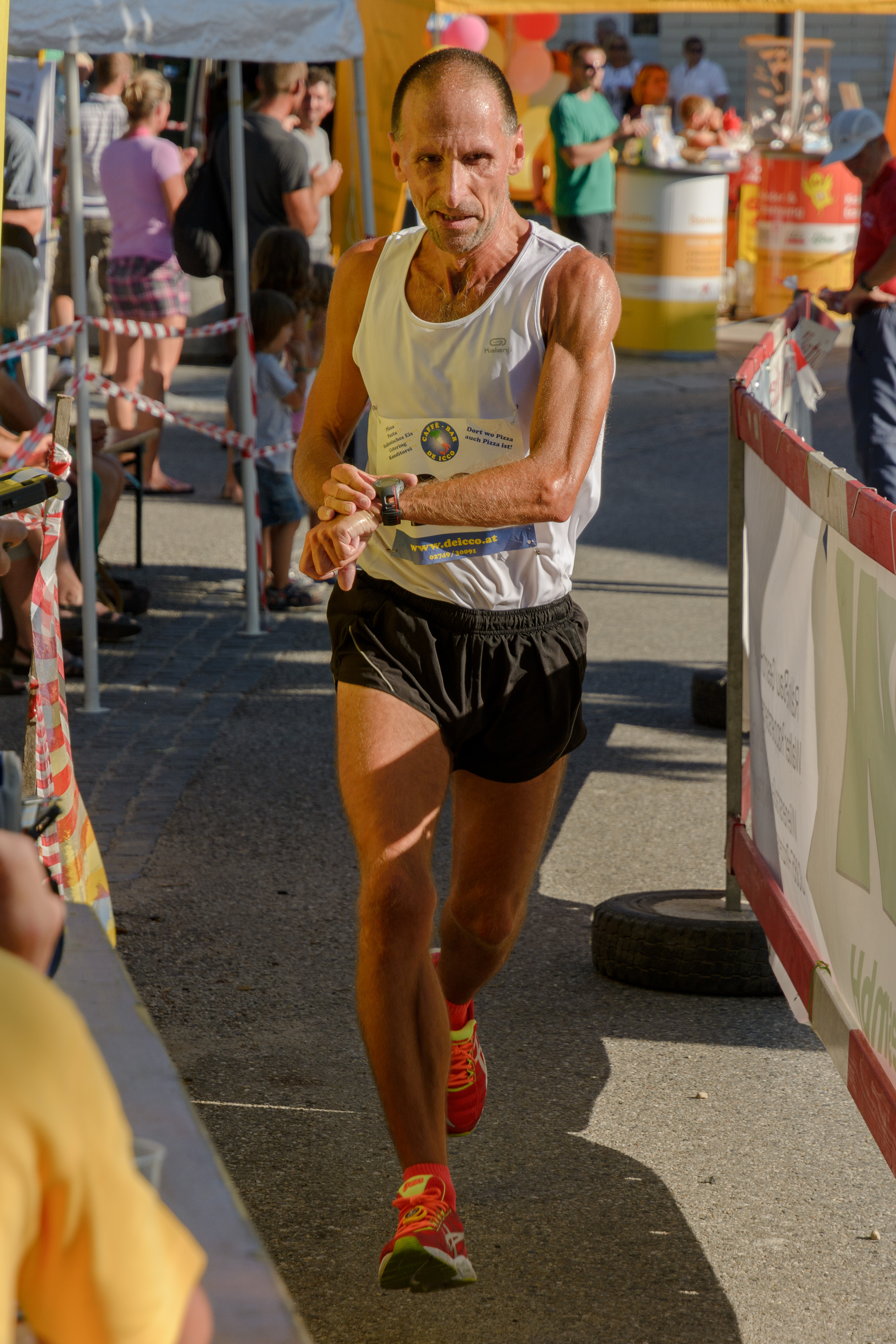
Peter Filzmaier při běhu

Peter Filzmaier (* 5. září 1967, Vídeň) je rakouský politolog a vysokoškolský učitel.

## Životopis
V letech 1985–1993 studoval politologii, publicistiku a právo na univerzitě ve Vídni. Již ale v roce 1991 získal magisterský titul v oboru politologie, o dva roky později pak doktorát filozofie. V roce 2001 byl jmenován docentem politických věd na univerzitě v Innsbrucku a docentem politického vzdělávání (tj. für politische Bildung) na univerzitě v Klagenfurtu. Od roku 2002 je univerzitním profesorem, střídavě působícím na mnoha veřejných rakouských univerzitách (např. od roku 2002 je profesorem politologie na univerzitě v Innsbrucku, od roku 2006 profesorem demokratických studií a politického výzkumu (tj. für Demokratiestudien und Politikforschung) na univerzitě v Kremži, od roku 2010 profesorem pak politické komunikace na univerzitě ve Štýrském Hradci etc.).

### Politický komentátor stanice ORF
Jako politolog a analytik vystoupil k únoru roku 2015 cca 100x jako host pořadu ZiB 2 (německy Zeit im Bild 2) rakouské televizní stanice ORF 2, čím zaujímal historicky druhé místo mezi všemi hosty tohoto diskuzního pořadu.
V roce 2010 se objevilo podezření ze střetu činnosti pana profesora Filzmaiera, vyplývající z jeho častého televizního vystupování v rakouské televizní stanici ORF, v jejímž rámci komentuje, hodnotí a analyzuje průběh rakouských voleb, s jeho údajným soukromým poradenstvím pro největší rakouské parlamentní strany (tzn. ÖVP, SPÖ).

### Osobní život
Peter Filzmaier je ženatý a má dceru.

## Zajímavost
- Pro jeho velice rychlou mluvu a jeho schopnost nalézt na každou otázku náležitou odpověď se vžil v Rakousku neologismus filzmaiern/das Filzmaiern (pozn.: česky (neoficiálně): filzmaierovat).[7] Tento neologismus se také umístil na celkovém třetím místě v soutěži zvané Rakouské slovo roku 2015 (německy Das Österreichisches Wort des Jahres 2015).[8][9]